# Kraftwerk Lausward
Das Heizkraftwerk Lausward ist ein Gas- und Dampfturbinenkraftwerk (GuD-Kraftwerk) und seit 1957 das größte Kraftwerk der nordrhein-westfälischen Landeshauptstadt Düsseldorf. Es liegt am Düsseldorfer Hafen auf der Halbinsel und ehemaligen Insel Lausward und ist mit seinem grün beleuchteten "Stadtfenster", dem gläsern eingehausten Kamin des Block Fortuna, weithin sichtbar. Das Kraftwerk erzeugt zudem Bahnstrom. In unmittelbarer Nähe des Kraftwerks Lausward überquert eine Bahnstromleitung den Rhein.

## Geschichte

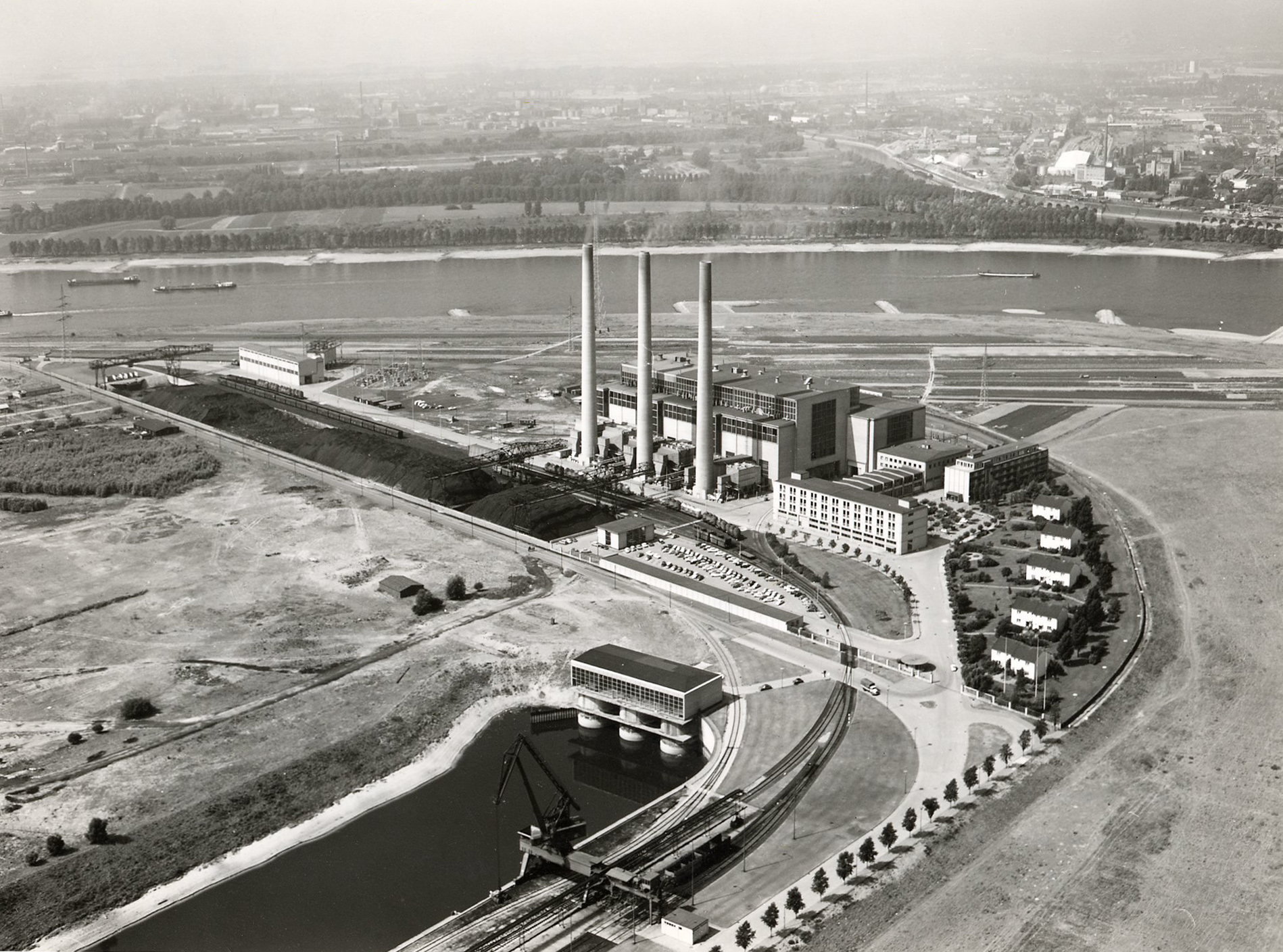
Kraftwerk Lausward in den 60er Jahren, im Vordergrund Hafenbecken mit Kohleverladerampe und Schienenanbindung, Mitte-links Kohlebunker

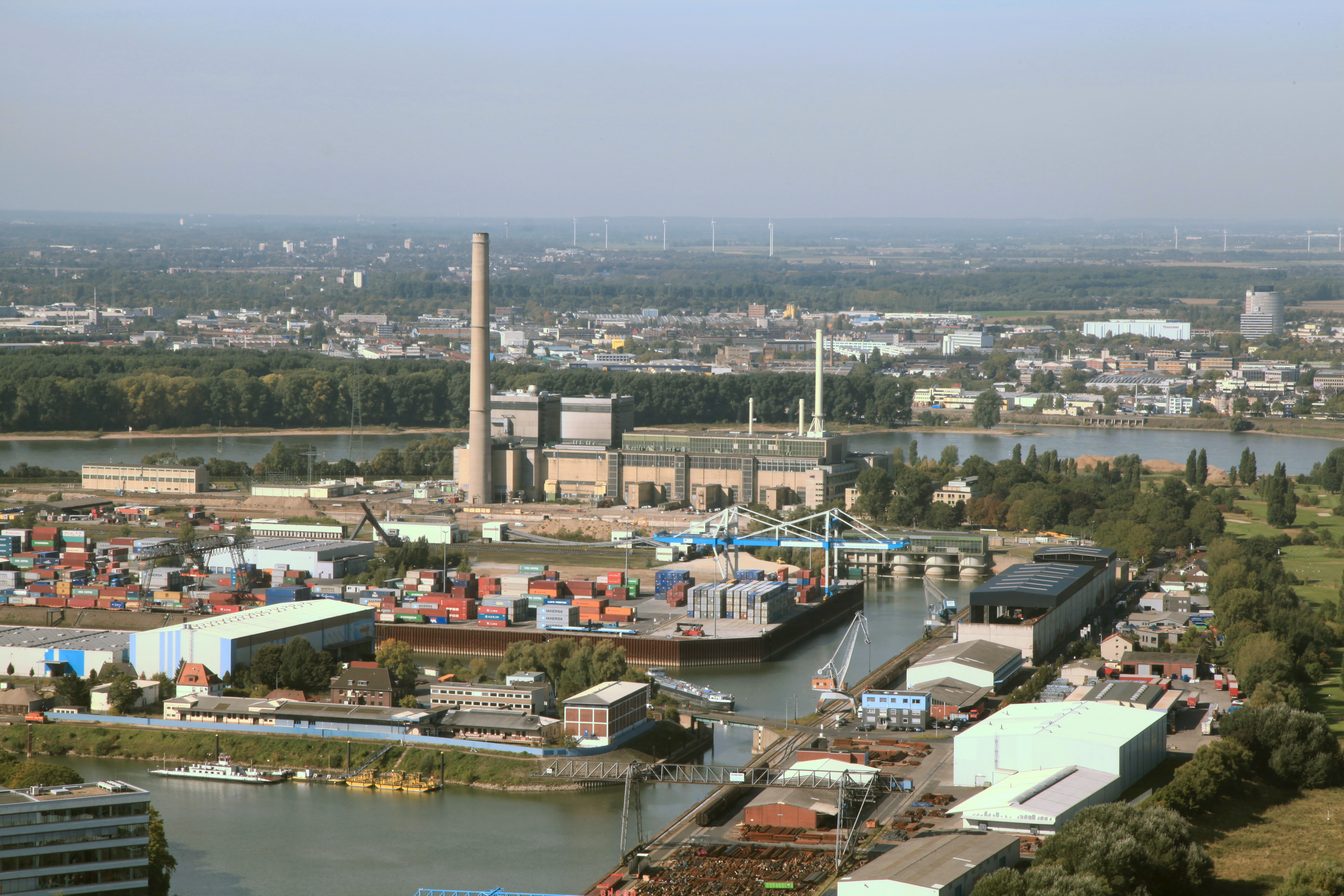
Ansicht von Osten, 2012

Das Kraftwerk war ursprünglich ein Steinkohlekraftwerk. Pläne, die die Stadtwerke-Leitung 1938 für ein neues Kraftwerk auf der Lausward vorlegte, zerschlugen sich wieder und wurden erst in den fünfziger Jahren erneut aufgegriffen. Wesentlich im Bewilligungsverfahren war die Vereinbarung mit der Deutschen Bundesbahn Bahnstrom zu produzieren. 1955 wurde mit dem Bau des ersten Blockes Anton begonnen, der dann erstmals 1957 ans Netz ging. Bis zum Jahr 1977 wurde das Kraftwerk stufenweise um die Blöcke Berta, Cäsar und Dora sowie den ersten Erdgasblock Emil erweitert. Bis zum Jahre 1999 prägten die drei für Steinkohlebefeuerung notwendigen 100 und zwei 150 Meter hohen Schornsteine der Lausward das Bild des Düsseldorfer Hafens, die nun stufenweise rückgebaut werden. Seit 1998 folgte eine schrittweise Umstellung des Kraftwerks. Die Blöcke Berta und Cäsar wurden stillgelegt; der Block Anton durch ein erdgasbetriebenes Gas- und Dampfturbinenkraftwerk (GuD) ersetzt, das nun Strom und Fernwärme produziert. 2016 wurde mit Block Fortuna ein weiterer GuD-Kraftwerksblock mit zusätzlicher Abwärmenutzung in Betrieb genommen. Seit 2017 erhöht ein großer Fernwärmespeicher die Flexibilität der Anlage zusätzlich. Das Kraftwerk wird von der Stadtwerke Düsseldorf AG zusammen mit ihrer Mehrheitseignerin EnBW betrieben.

## Aktuelle Kraftwerksblöcke

### Block Anton
Block Anton ist ein GuD-Kraftwerksblock mit einer elektrischen Leistung von 103 MW. Zusätzlich können bis zu 75 MW Fernwärme ausgekoppelt werden. Der elektrische Wirkungsgrad im Kondensationsbetrieb liegt bei etwa 54 %, wird zusätzlich auch Fernwärme ausgekoppelt steigt der Brennstoffausnutzungsgrad auf ca. 87 %.

### Block Emil
Bei Block Emil handelt es sich ebenfalls um eine GuD-Anlage mit optionaler Fernwärmeauskopplung. Die Maximalleistung beträgt 420 MW elektrisch, zudem ist es möglich, 140 MW Fernwärme zu erzeugen. Der Brennstoffausnutzungsgrad im kombinierten Betrieb liegt bei bis zu 68 %.

### Reservekessel
Drei Reservekessel dienen der Absicherung der Fernwärmeversorgung, falls zwar Fernwärme aber kein Strom benötigt wird. Ähnlich der Funktionsweise großer Durchlauferhitzer erzeugen die drei Anlagen bis zu 180 MW Fernwärme mit Flammrohrkesseln. Als Brennstoff wird Erdgas eingesetzt.
Die Abwasserwärme der Kraftwerksblöcke begünstigte nach Ansicht des Biologen Fabio Rochol die Ausbreitung des Welses im Rhein, so dass besonders große Exemplare dieses Raubfisches in Höhe des Kraftwerks Lausward gehäuft vorkommen.

## Block Fortuna

### Geschichte
Nach den Plänen der Stadtwerke sollten die stillgelegten Blöcke ursprünglich durch ein 400-Megawatt-Steinkohlekraftwerk ersetzt werden. Um den Bau zu verhindern und für eine umweltfreundliche Energieerzeugung zu werben, schlossen sich Umweltverbände und -initiativen sowie Einzelpersonen zum Aktionsbündnis Sauberer Strom am Rhein – ASTR(H)EIN zusammen. Am 23. April 2010 beschloss der Aufsichtsrat der Stadtwerke Düsseldorf, die Planung des Kohlekraftwerks nicht weiter zu verfolgen. Stattdessen folgte im Dezember 2011 sein Beschluss, ein neues mit Erdgas befeuertes GuD-Kraftwerk zu bauen. Die Inbetriebnahme erfolgte nach etwa 2,5 Jahren Bauzeit im Januar 2016. Die Fassade entwarf das Aachener Architekturbüro kadawittfeldarchitektur. Die aus Glas bestehenden Fassadenelemente wurden zum Vogelschutz fast vollständig mit 3 mm breiten Streifen bei 47 mm Kantenabstand bedruckt. Dadurch reduzierte man bestmöglich den Vogelschlag an Glas.

### Technik

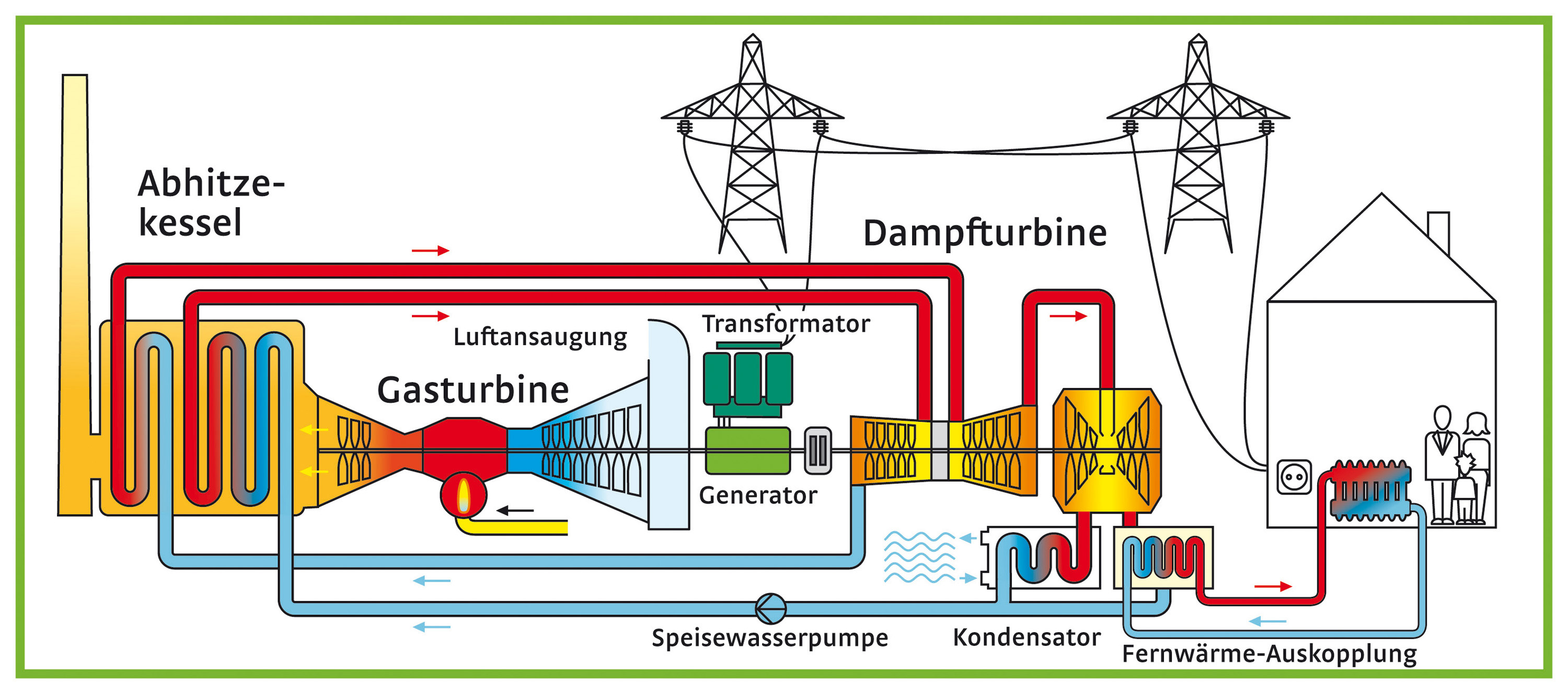
Energieflussdiagramm der Einwellenanlage im GuD-Kraftwerk

Das GuD-Kraftwerk hat eine elektrische Leistung von 595 MW und wurde von Siemens errichtet. Bei Testfahrten vor der offiziellen Indienststellung wurde eine maximale elektrische Leistung von 603,8 MW erreicht. Die Investitionssumme betrug rund 500 Millionen Euro. An Fernwärme können 300 MW ausgekoppelt werden. Der Block wurde in Ein-Wellen-Anordnung ausgeführt, so dass sich die Gasturbine und die Dampfturbine zusammen mit dem Generator auf einer gemeinsamen Welle befinden. Hauptbestandteil des Kraftwerks ist eine ebenfalls von Siemens gelieferte Gasturbine des Typs SGT5-8000H. Sie dient als Wärmequelle für den nachgeschalteten Abhitzekessel, der nach dem Dreidruckprinzip arbeitet und die Siemens Dampfturbine SST5-5000 mit Dampf versorgt.
Der GuD-Block soll bei einem so genannten Schwarzfall, also einem bundesweiten oder sogar europaweiten Stromausfall, in der Lage sein, Düsseldorf eigenständig mit Energie zu versorgen. Block „Fortuna“ soll dann nach Starthilfe durch das Gasturbinenkraftwerk in Flingern die Stadt Düsseldorf versorgen und dazu beitragen, die überregionale Stromversorgung wiederherzustellen bzw. zu stabilisieren. Ein Heißstart kann in 40 Minuten von Null auf Volllast gefahren werden, ein Normalstart in 116 Minuten.

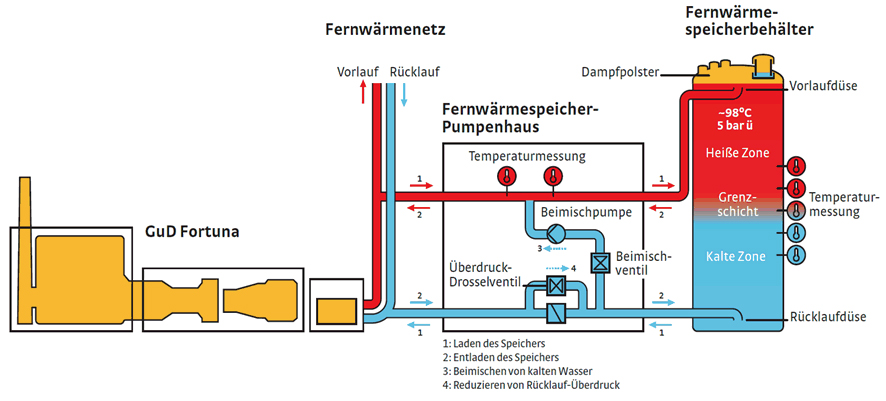
Funktionsdiagramm des Fernwärmespeichers

Ein 34 Meter hoher Heißwasser-Fernwärmespeicher mit 29 Meter im Durchmesser ging im Frühjahr 2017 in Betrieb. Dieser hat ein Volumen von ca. 35.700 m³, eine Speicherkapazität von ca. 1.340 MWh und stellte eine Investition von 10 Mio. Euro dar. Sobald bei der Stromerzeugung mehr Wärme ausgekoppelt wird als benötigt, nimmt der Speicher diesen Überschuss auf. Besteht umgekehrt geringer Strom-, gleichzeitig aber hoher Wärmebedarf, wird dieser über den Speicher gedeckt. Auf diese Weise ist eine zeitliche Entkoppelung der Strom- und Fernwärmeerzeugung vom Wärmebedarf der Stadt möglich.

### Wirkungsgrad und Emissionen
Der elektrische Wirkungsgrad im Kondensationsbetrieb liegt bei mehr als 61 %, bei Testfahrten vor der offiziellen Indienststellung wurde ein maximaler Netto-Wirkungsgrad von 61,5 % erzielt. Damit übertraf man den damaligen Rekordhalter, das Kraftwerk Irsching 4. Mit maximaler Wärmeauskopplung erzielt man einen Brennstoffausnutzungsgrad von mehr als 85 %. Der Kohlenstoffdioxidausstoß beträgt etwa 230 g/kWh.

## Bahnstrom
Zurzeit sind zwei bahneigene 25-MW-Umrichter im Betrieb.